# The Element of Freedom
The Element of Freedom är ett studioalbum med Alicia Keys från 2009. Albumet är Keys fjärde album.

## Låtlista
1. Element of Freedom (Intro) - 0:12
2. Love Is Blind (Alicia Keys och Jeff Bhasker) - 3:49
3. Doesn't Mean Anything (Alicia Keys, Kerry Brothers Jr.) - 4:32
4. Try Sleeping with a Broken Heart (Jeff Bhasker, Alicia Keys, och Patrick "Plain Pat" Reynolds) - 4:09
5. Wait Til You See My Smile (Alicia Keys, Jeff Bhasker och Kasseem Dean) - 4:01
6. That's How Strong My Love Is (Alicia Keys) - 4:04
7. Un-Thinkable (I'm Ready) (Alicia Keys, Aubrey Graham, Kerry Brothers Jr. och Noah "40" Shebib) - 4:09
8. Love Is My Disease (Alicia Keys, Kerry Brothers Jr., Toby Gad och Meleni Smith) - 4:01
9. Like the Sea (Alicia Keys och Jeff Bhasker) - 4:13

Like the Sea's melody is very close to the Clair de lune by Claude Debussy if you listen closely! 
1. Put It in a Love Song med Beyoncé (Alicia Keys och Kasseem Dean) - 3:15
2. This Bed (Alicia Keys, Kerry Brothers Jr., Steve Mostyn) - 3:45
3. Distance and Time" (Alicia Keys, Kerry Brothers Jr. och Steve Mostyn) - 4:27
4. How It Feels to Fly (Alicia Keys och Kerry Brothers Jr.) - 4:42
5. Empire State of Mind (Part II) Broken Down (Alicia Keys, Al Shuckburgh, Shawn Carter, Jane't Sewell-Ulepic, Angela Hunte, Bert Keyes och Sylvia Robinson) - 3:36

- Stolen Moments - 4:52 (Bonuslåt på Target, iTunes och japanska versionen)
- Heaven's Door - 3:18 (Japansk bonuslåt)
- Through It All (Alicia Keys och Kerry Brothers Jr.) - 4:28 (Bonuslåt på Deluxe Edition)
- Pray for Forgiveness (Alicia Keys och Linda Perry) - 4:44 (Bonuslåt på Deluxe Edition)
- Stolen Moments - 4:52 (Bonuslåt på Target, iTunes och japansk Deluxe Edition)
- Doesn't Mean Anything (Intimate Acoustic Studio Performance) - 3:55 (Endast på bonus dvd)
- Empire State of Mind (Part II) Broken Down" (Intimate "Acoustic" Studio Performance) - 1:59 (Endast på dvd)
- Try Sleeping with a Broken Heart (Intimate Acoustic Studio Performance) - 3:39 (Endast på bonus dvd)
- No One (Intimate Acoustic Studio Performance) - 4:09 (Endast bonus dvd)
- Doesn't Mean Anything (musikvideo) - 5:13 (Endast på bonus dvd)
- Lover Man - 3:17 (Endast på Empire Edition)
- Almost There - 3:37 (Endast på Empire Edition)
- No One (live) (Endast på Empire Edition)
- Like You'll Never See Me Again (live) (Endast på Empire Edition)
- If I Ain't Got You (live) (Endast på Empire Edition)
- Karma (live) (Endast på Empire Edition)
- Fallin' (live) (Endast på Empire Edition)

## Singlar
- Doesn't Mean Anything (Släpptes 22 september 2009)
- Try Sleeping with a Broken Heart (Släpptes 17 november 2009)
- Put It in a Love Song med Beyoncé (Släpptes 19 januari 2010)
- Empire State of Mind (Part II) Broken Down (Släpptes 22 februari 2010)
- Un-Thinkable (I'm Ready) (Släpptes 28 may 2010)
- Wait Til You See My Smile (Släpptes 12 december 2010)